# Ekenstein

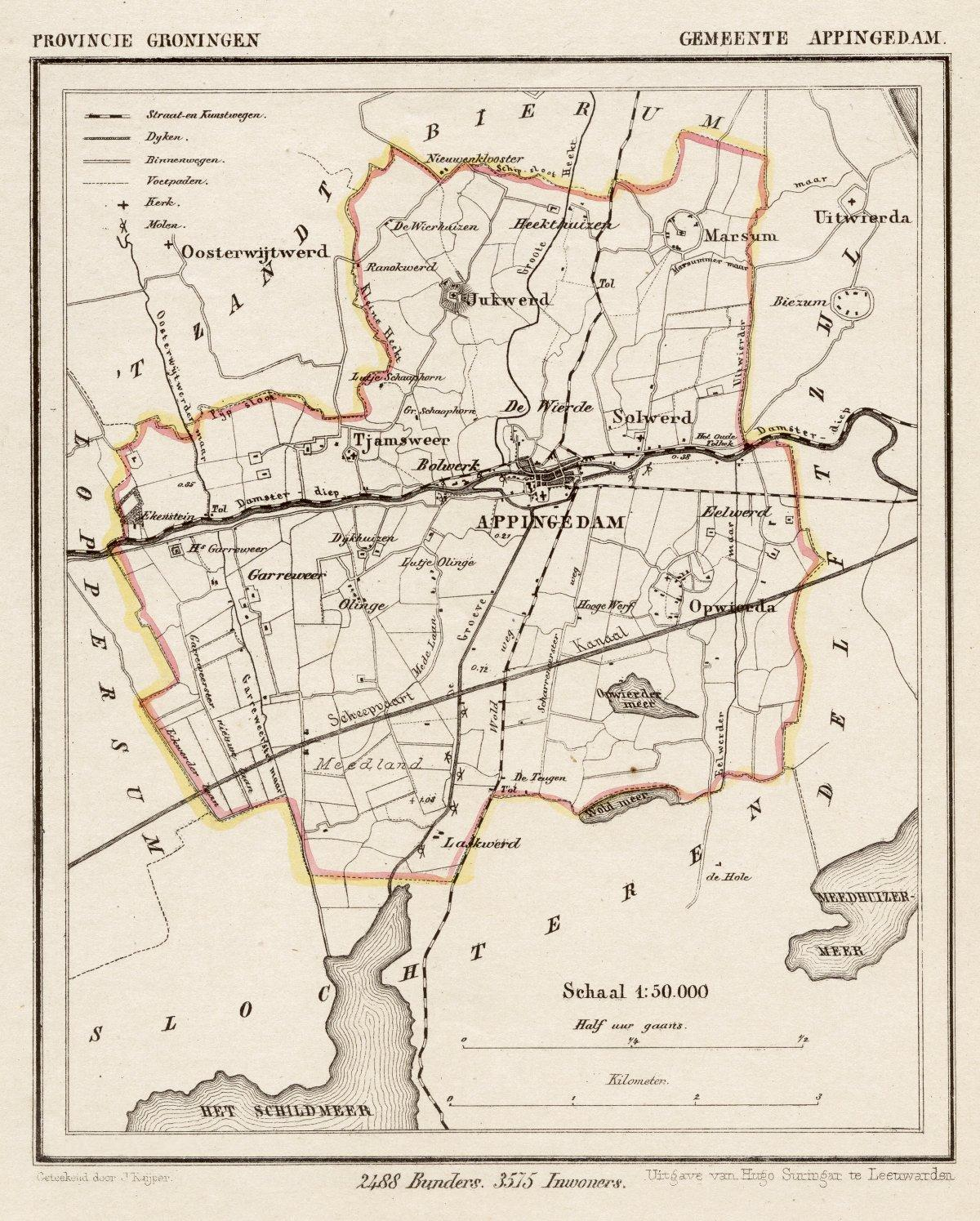
Het landgoed Ekenstein op een kaart van de gemeente Appingedam uit ca. 1865

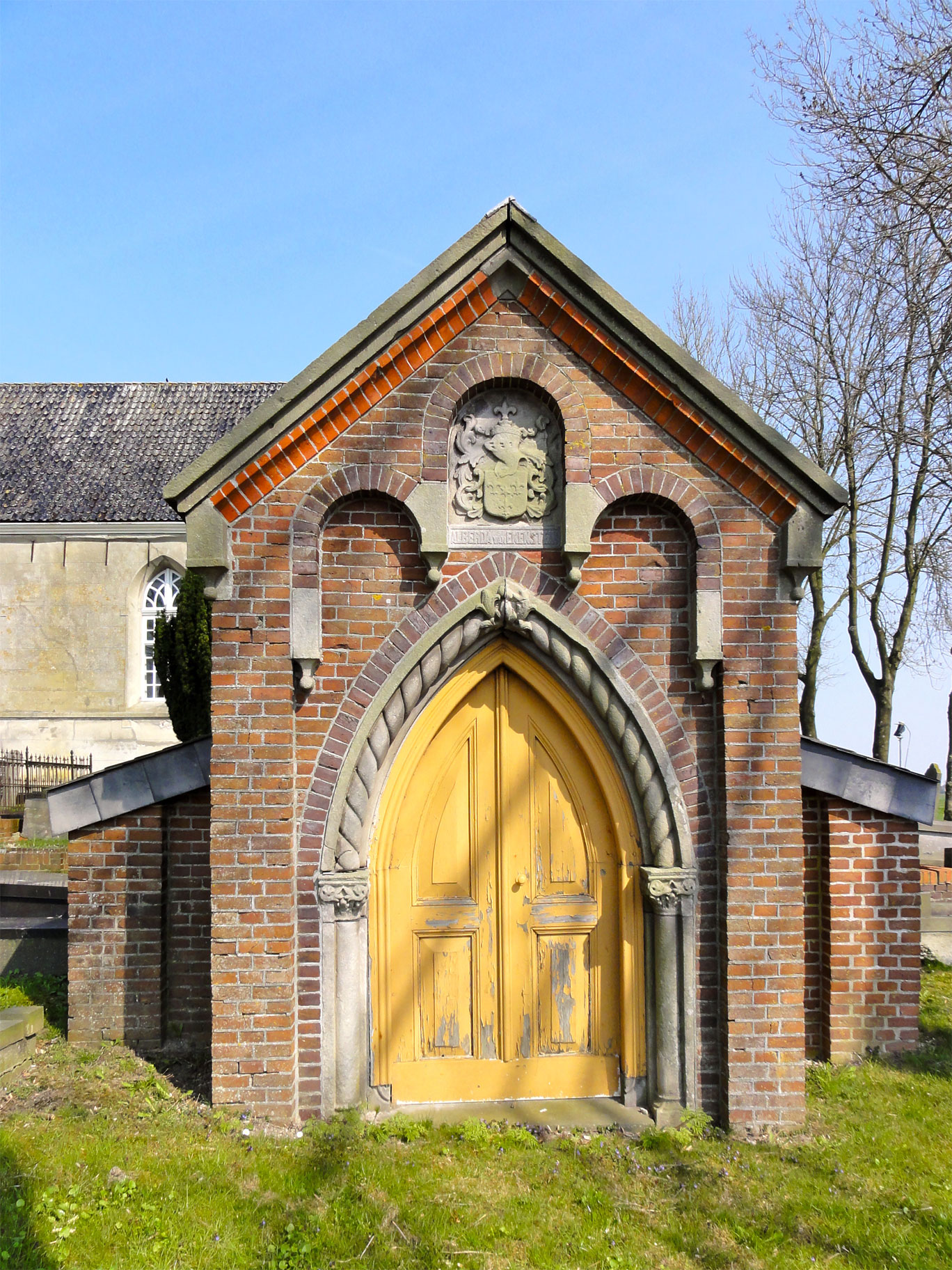
Familiegrafkelder van Alberda van Ekenstein uit 1883 op de begraafplaats bij de kerk van Tjamsweer

Ekenstein is een borg in de Groningse gemeente Eemsdelta. Het is een van de twee borgen die bij Tjamsweer aan de weg langs het Damsterdiep (thans de Alberdaweg) werden gebouwd. De andere is de naast Ekenstein gelegen borg Rusthoven uit 1686. Beide borgen worden ook wel aangeduid als landhuis.

## Geschiedenis
De borg Ekenstein werd in 1648 gebouwd in opdracht van de arts en latere burgemeester van Groningen Johan Eeck (sr.) en zijn vrouw Johanna Bernards uit Farmsum. In 1723 werd de borg met 32 grazen land gerechtelijk verkocht en kwam zij in het bezit van de doopsgezinde families Doornbos en Modderman. In 1754 werd de borg gekocht door Onno Joost Alberda, tevens eigenaar van de borg Scheltkema-Nijenstein. Hij was gehuwd met Anna Maria Hora van de Ennemaborg in Midwolda. Alberda noemde zich voortaan jonkheer van Ekenstein. In 1772 werd de borg uitgebouwd en voorzien van een slotgracht.
Willem Alberda van Ekenstein (1792-1869) liet in 1827 Ekenstein verbouwen. Hij liet ook in 1827 het park in Engelse landschapsstijl — naar de romantische mode van die tijd met ronde vormen en slingerpaadjes — aanleggen door de tuin- en landschapsarchitect Lucas Pieters Roodbaard. De boerderij van het landgoed was gevestigd in het Schathoes.
Een enigszins neogotisch uiterlijk heeft Ekenstein sinds 1870, toen Willem Carel Alberda de borg liet verbouwen, met gebruikmaking van delen van afgebroken borgen. In de bibliotheek kwamen ramen van gebrandschilderd glas uit verschillende Groninger kerken. Het grotendeels polychrome interieur met rijk versierde schouwen en deuren, lambrisering en het plafond wordt gezien als uniek voor de noordelijke provincies van Nederland
In de eerste helft van de twintigste eeuw raakte de borg in verval, maar in 1946 werd Ekenstein aangekocht door de gemeente Appingedam. Het park werd opgeknapt en er kwamen een reigerreservaat en recreatieve voorzieningen, zoals een hertenkamp en een kinderboerderij. In 1957 werden de borg en het bijbehorende Schathoes, waarin een restaurant gevestigd werd, in gebruik genomen. Ekenstein is zowel een hotel, als een restaurant en een conferentieoord. Een moderne uitbouw in een heel andere, confronterende stijl is aan de oorspronkelijke borg toegevoegd.

## Afbeeldingen

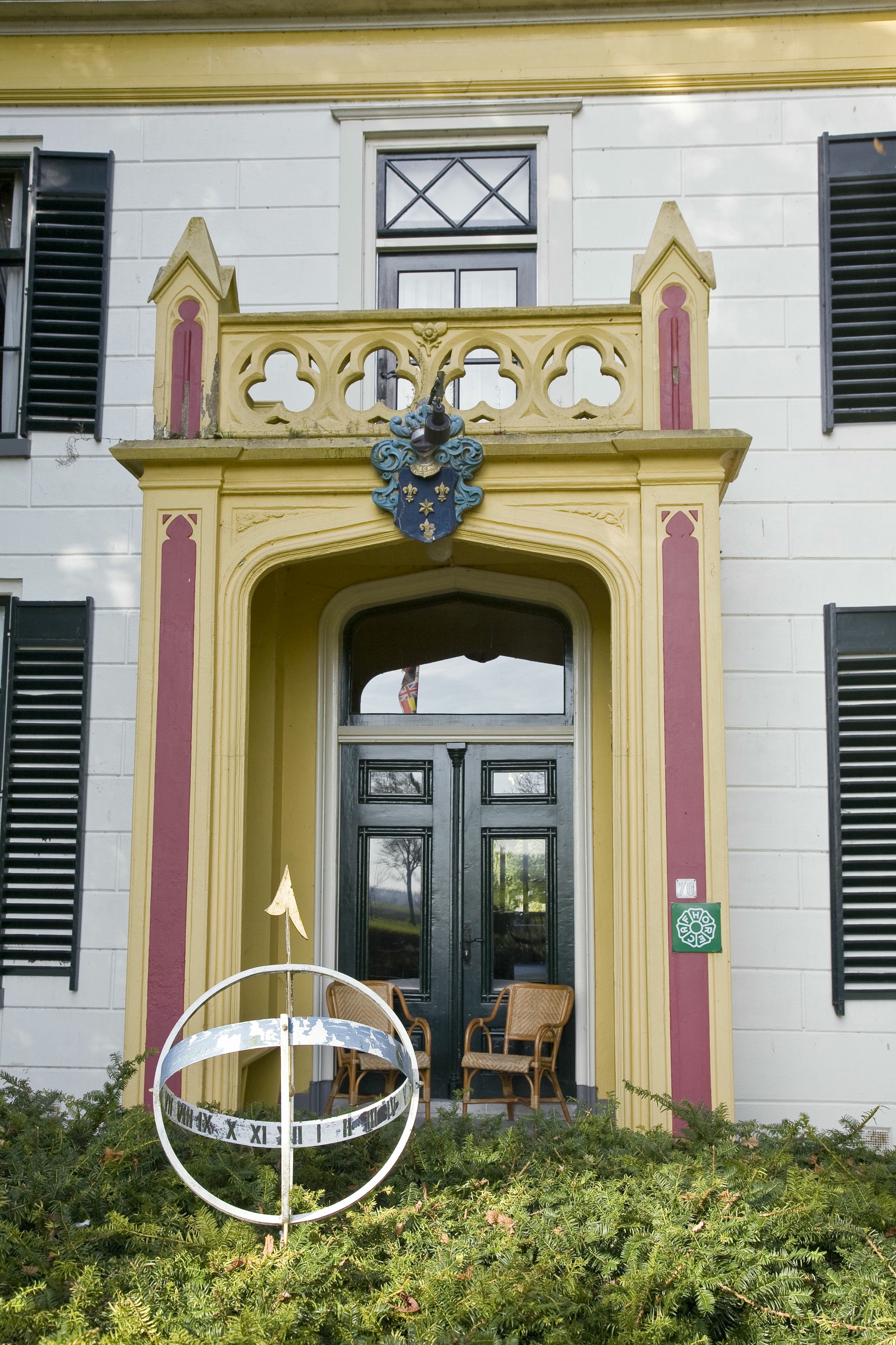
Ingangspartij
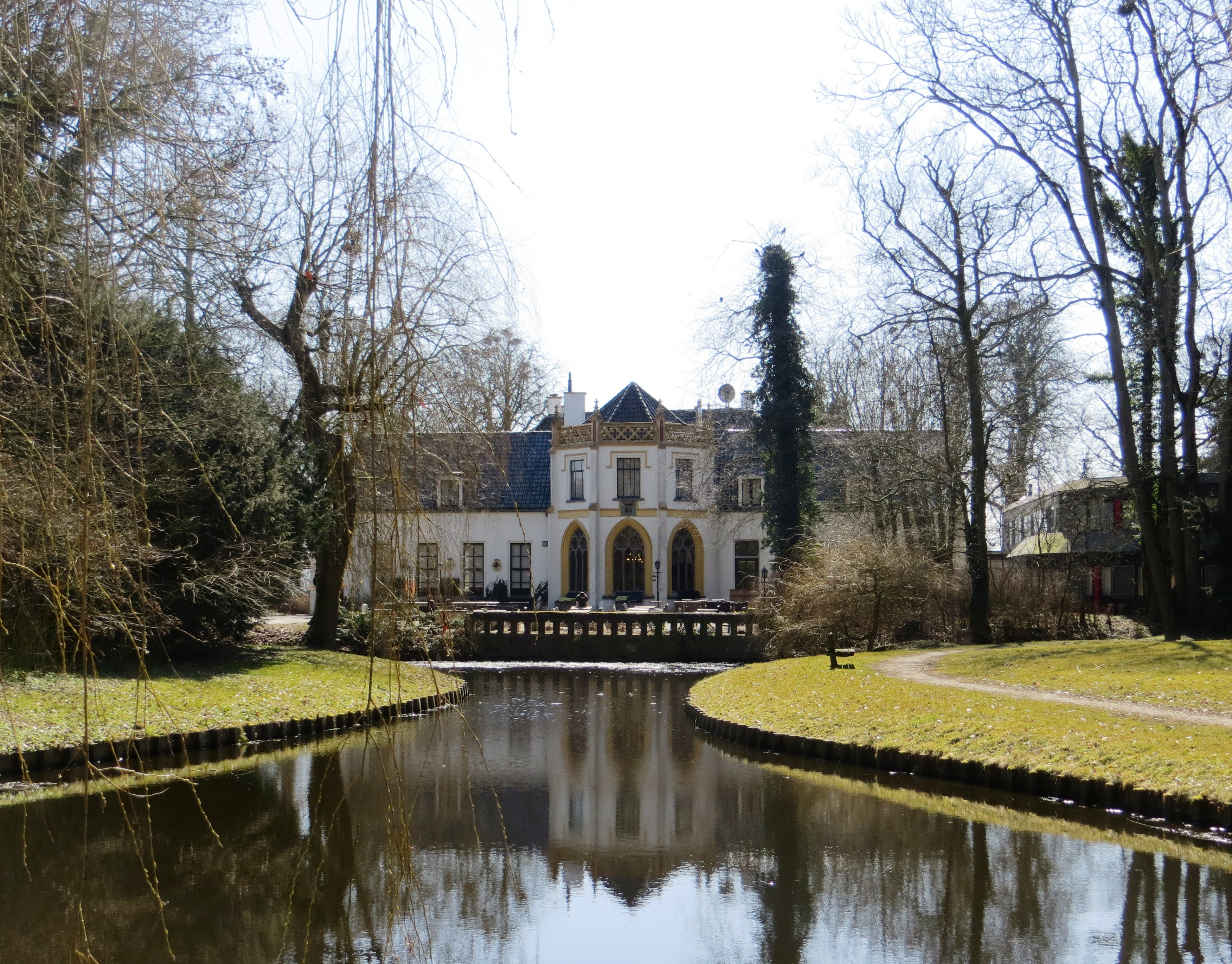
Vijver en achterzijde van de borg
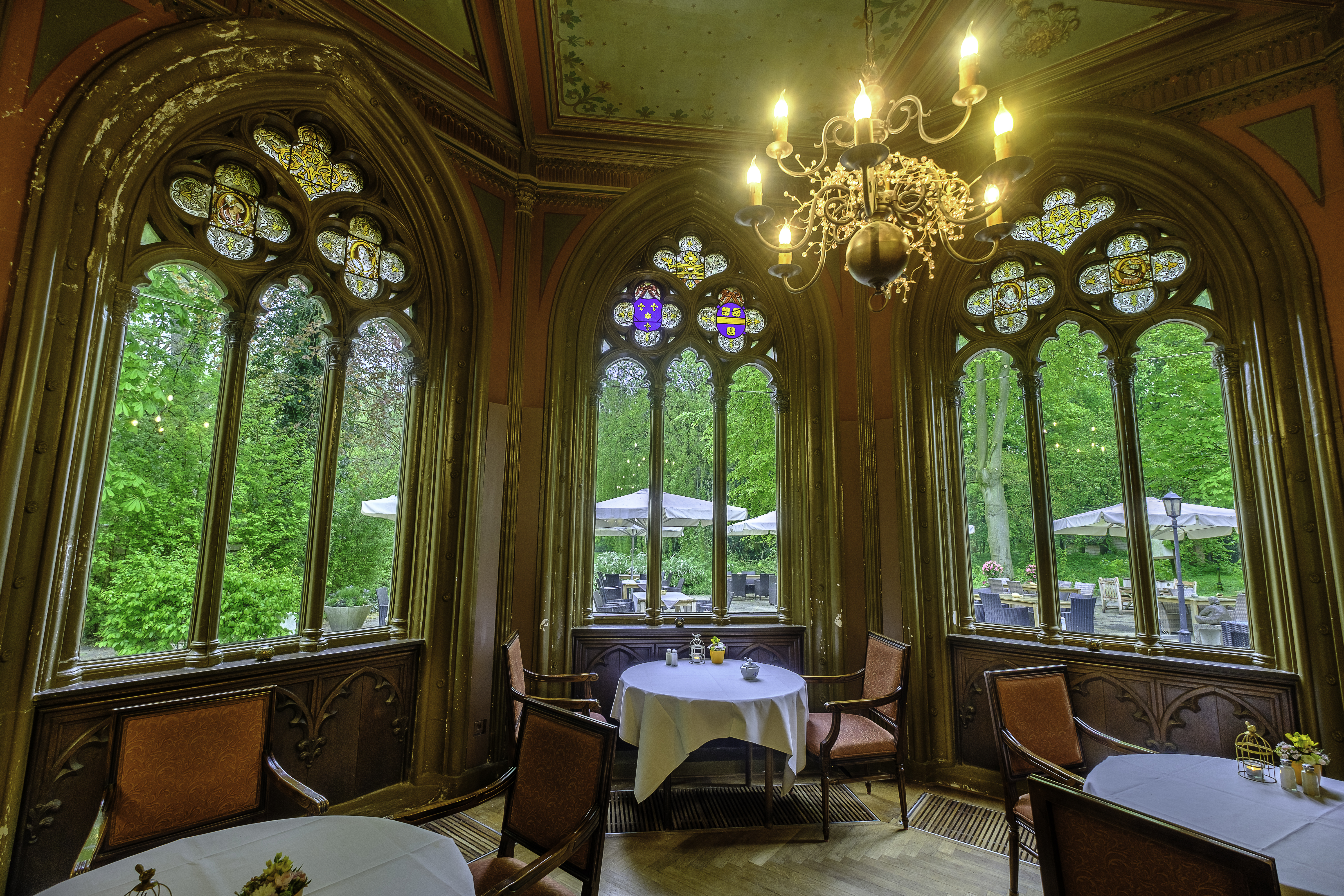
Gotische ramen in de voormalige bibliotheek
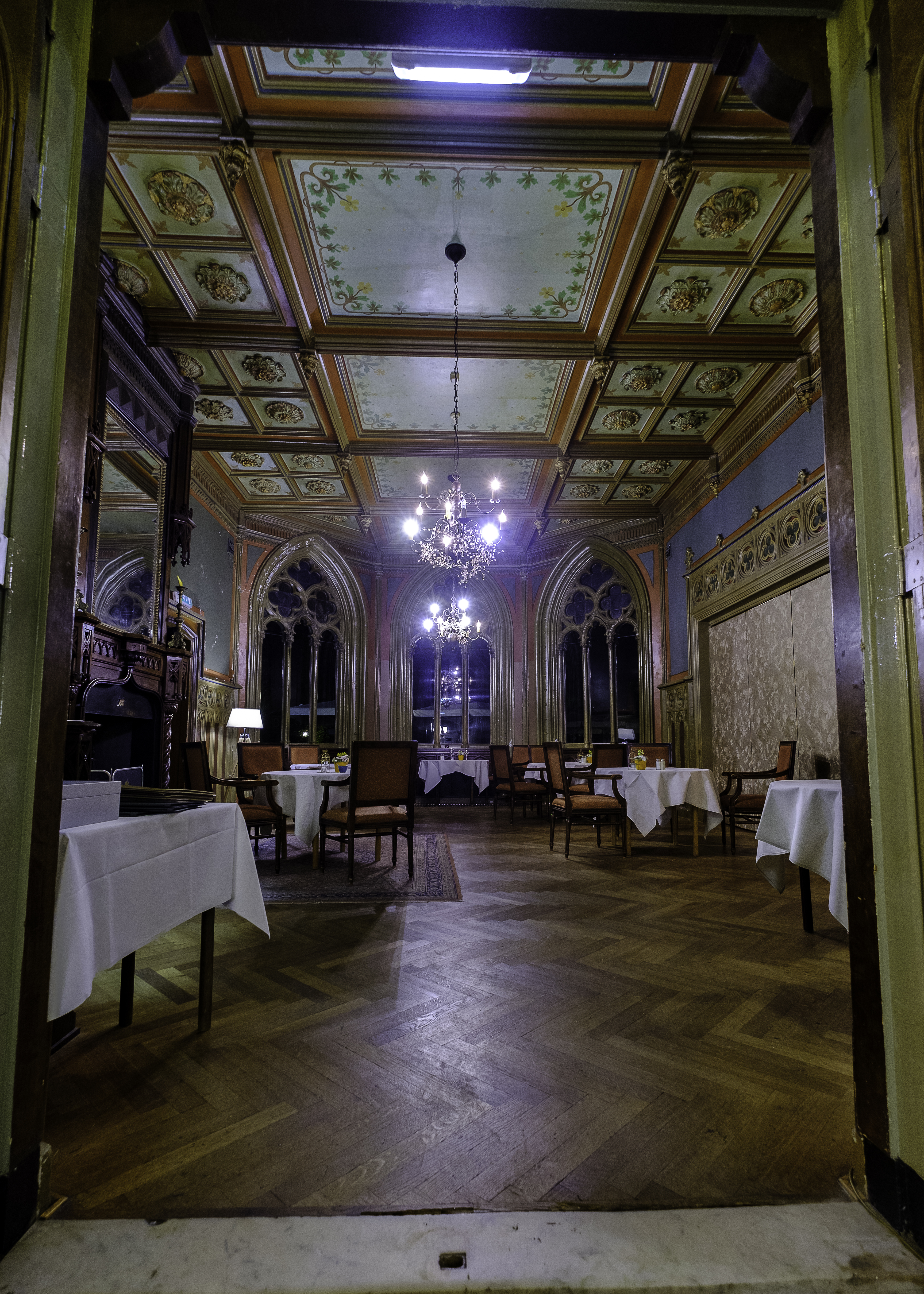
Het grotendeels polychrome interieur
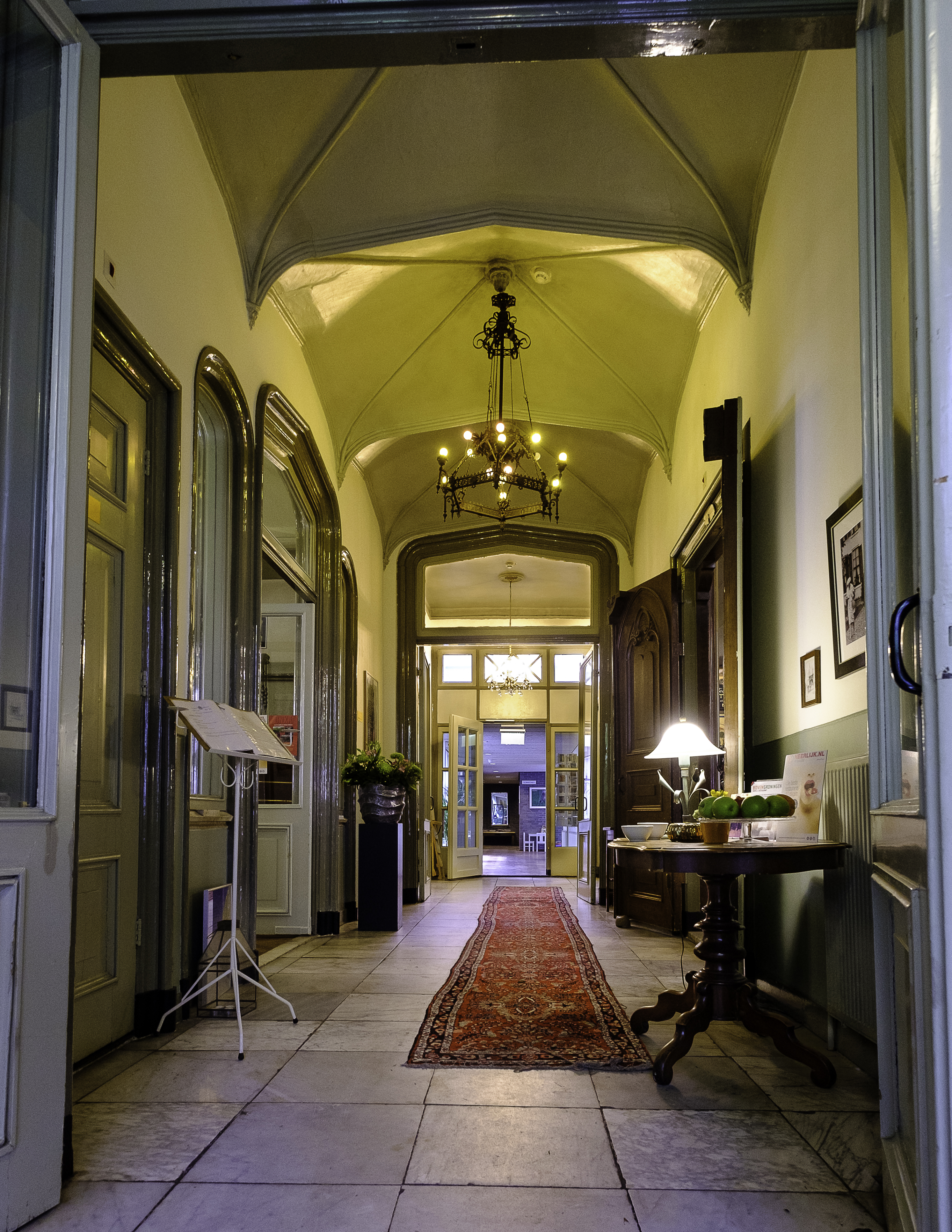
Gang door Ekenstein
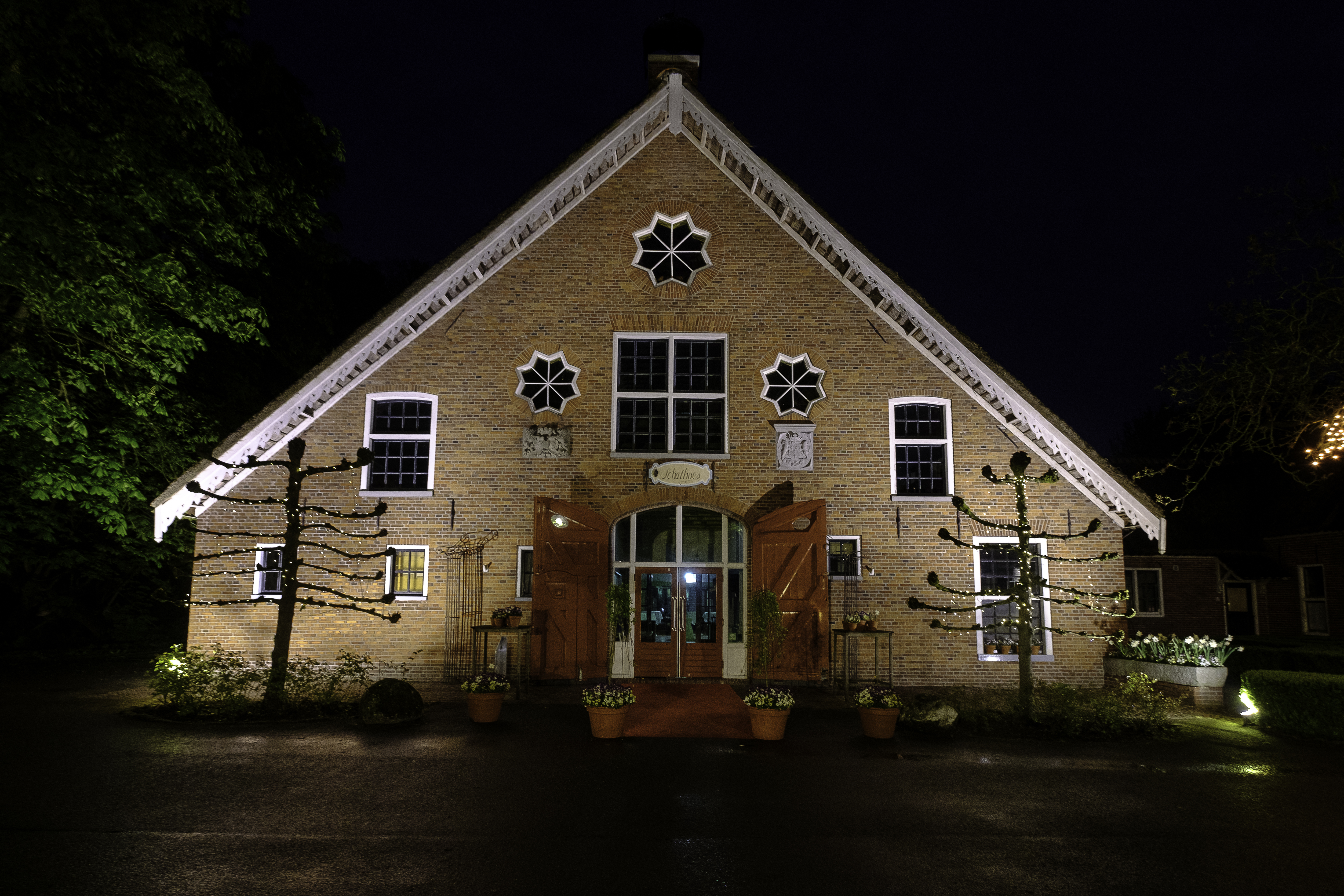
Het 19e-eeuwse schathuis met dienstwoning bij avond
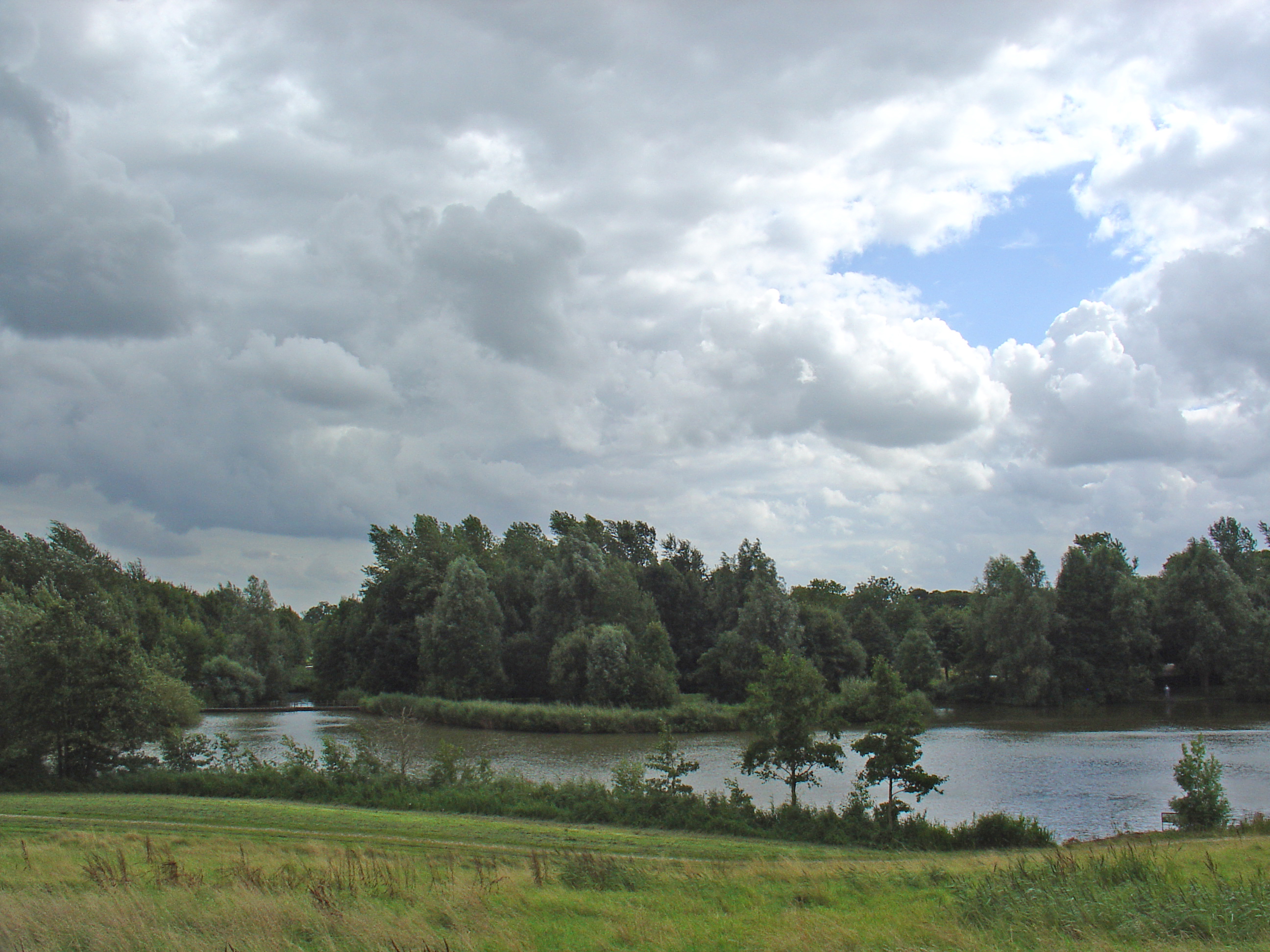
Het landgoed Ekenstein
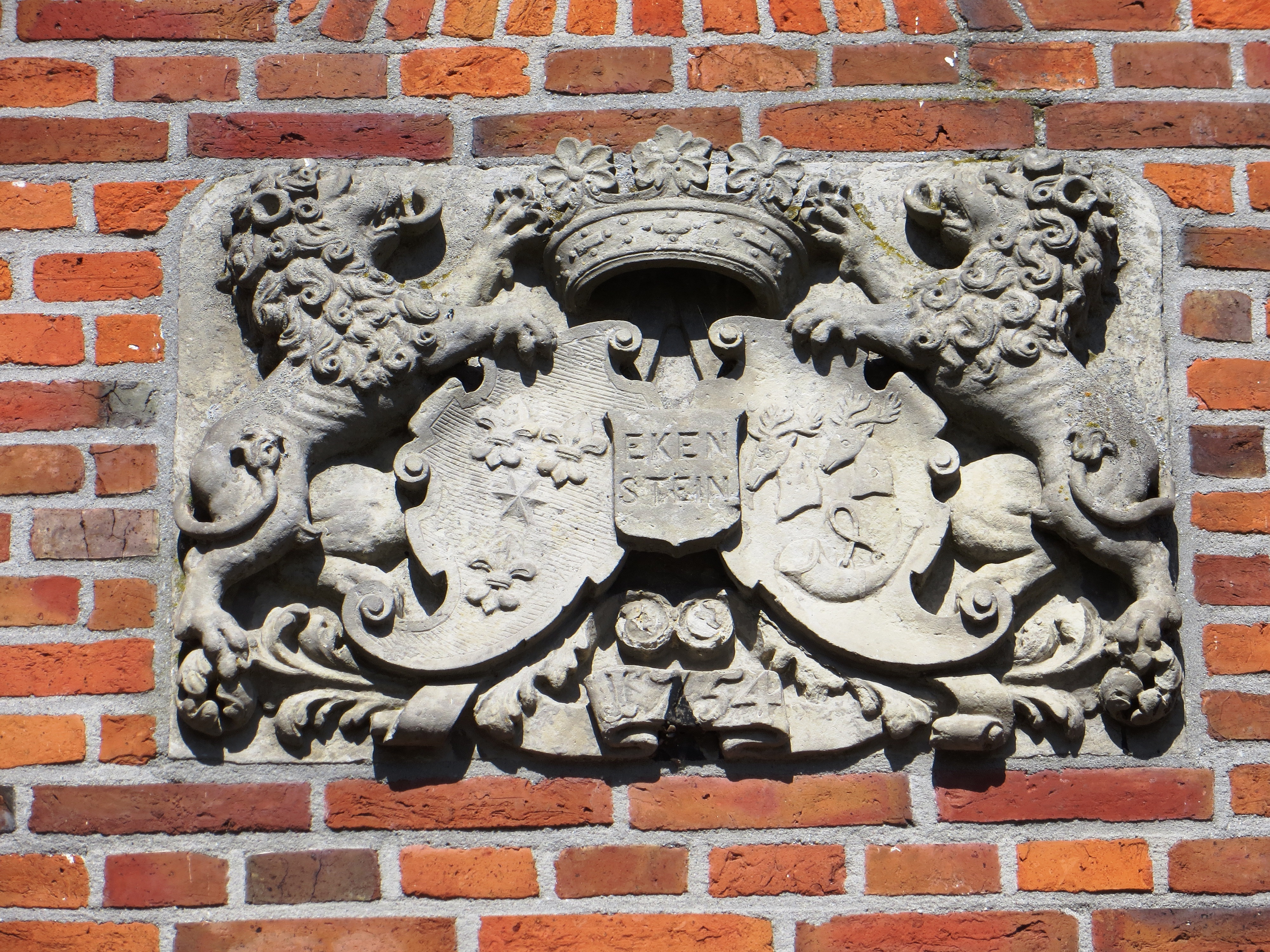
Geveltableau met wapen van de familie Alberda van Ekenstein

Allersmaborg (Ezinge) · Breedenborg (Warffum) · Coendersborg (Nuis) · Ekenstein (Tjamsweer) · Ennemaborg (Midwolda) · Ewsum (Middelstum) · Fraeylemaborg (Slochteren) · Huis te Glimmen (Glimmen) · Menkemaborg (Uithuizen) · Nienoord (Leek) · Piloersemaborg (of Hamsterborg) (Den Ham) · Rensumaborg (Uithuizermeeden) · Rusthoven (Tjamsweer) · Vaartwijk (Westerbroek) · Verhildersum (Leens) · Vliethoven (Delfzijl) · Welgelegen (Kleinemeer) · Huis te Wedde (Wedde) 
 Steenhuis: Iwema-steenhuis (Niebert)
Zie ook: Lijst van voormalige borgen · Kaart van Theodorus Beckeringh · tichelborg · veenborg